# Show do Kibe
Show do Kibe é um programa de televisão brasileiro produzido pela Contente e exibido pelo canal de televisão por assinatura TBS Brasil desde 12 de abril de 2015. É apresentado pelo humorista Antonio Tabet, criador e idealizador do site de comédia Kibe Loco e um dos fundadores do Porta dos Fundos.

## Formato
O programa define-se como uma desconstrução dos formatos de talk show, no qual Antonio Tabet tem uma conversa informal com o convidado antes de se iniciar a sua gravação e Daniel Furlan desempenha um papel de diretor que dá ordens malucas. Porém, sem o entrevistado saber, a conversa é gravada e se torna entrevista definitiva do programa. Dessa forma, a intenção do programa é que os convidados falem o que não diriam em uma entrevista convencional. O truque só é revelado ao convidado após feita a gravação que para ele iria ao ar.

## Temporadas

### Primeira temporada (2015)
A primeira temporada do programa estreou em 12 de abril de 2015, tendo o comediante Marco Luque como entrevistado. Durante a entrevista, Luque disse que o show de stand-up comedy de Rafael Cortez, que já foi seu colega de CQC, é um "lixo". Tabet também conseguiu uma confisão de Dani Calabresa, que teria se arrependido de ter assinado com a Band para fazer o CQC, um desabafo de Rafinha Bastos sobre Danilo Gentili, e uma admissão do narrador Silvio Luiz, que não se considera engraçado.
Nesta temporada, Tabet entrevistou apenas pessoas ligadas, de alguma forma, com o humor. Clarice Falcão, Fábio Porchat, Os Barbixas, Marcos Mion, Caju & Castanha, Diogo Portugal e Miá Mello também foram entrevistados nesta temporada. Danilo Gentili também seria entrevistado, mas devido a sua agenda, a gravação acabou sendo cancelada. Os episódios dessa temporada foram disponibilizados na conta do YouTube do canal TBS antes da estreia da segunda temporada. Ao todo, a temporada teve 13 episódios.